# Fruntișeni
Fruntișeni è un comune della Romania di 1 876 abitanti, ubicato nel distretto di Vaslui, nella regione storica della Moldavia. 
Il comune è formato dall'unione di 2 villaggi: Fruntișeni e Grăjdeni.
Fruntișeni è divenuto comune autonomo nel 2004, staccandosi dal comune di Grivița.
Il principale monumento del comune è il Monastero di Grăjdeni, costruito nel XV secolo.